# Aromia bungii
Aromia bungii (rödhalsad myskbock) är en skalbaggsart som först beskrevs av Franz Faldermann 1835.  Aromia bungii ingår i släktet Aromia och familjen långhorningar. Inga underarter finns listade. Denna art är en karantänsskadegörare som har potential att orsaka omfattande skadegörelse och alla misstänkta fynd av den ska därför rapporteras till Jordbruksverket.